# Sudebnik (1550)
 For alternative betydninger, se Sudebnik. (Se også artikler, som begynder med Sudebnik)
Zar Ivan 4.'s Sudebnik (russisk: Судебник) var en udvidelse og opdatering af lovbogen Sudebnik fra 1497, der var blevet givet af Ivan 4.'s bedstefader Ivan den Store. Sudebnik blev vedtaget af bojardumaen ved den første russiske stænderforsamling, Zemskij sobor, i 1549 og i 1551 stadfæstet af "hundredeårsrådet" (Stoglav), der blev indkaldt af zar Ivan 4.
Sudebnik fra 1550 indeholder 100 artikler/paragraffer (99 i nogle kopier) og afskaffede aristokratiets juridiske privilegier og styrkede den russiske stats administration og organer. Tilsvarende blev kirkens kloste og magt reduceret. Sudebnik fra 1550 udviklede tendenserne i Ruslands offentlige forvaltning og retsvæsen, der var fastlagt i Sudebnik fra 1497.
Før Sudebnik fra 1550 blev megen lokal administration og retsvæsen gennemført af guvernører, bojarer, godsejere m.v., men Sudebnik indførte, at lokalt valgte repræsentanter i lokalsamfundene fik indflydelse i retssager som domsmænd og nævninge. Mistænkte i straffesager kunne kun arresteres med lokalsamfundets samtykke. En repræsentant fra lokalsamfundet (djak) deltog i det juridiske kontorarbejde. By- og landsamfund opnåede ret til selvforvaltning og til skatteopkrævning.
Sudebnik gav bønderne ret til at forlade deres herremænd mod betaling til godsejeren for ophøret (posjiloje) og for passage (povoz). Tilsvarende hindrede Sudebnik at fri bønder blev gjort til livegne.